# Alpheus felgenhaueri
Alpheus felgenhaueri is een garnalensoort uit de familie van de Alpheidae. De wetenschappelijke naam van de soort is voor het eerst geldig gepubliceerd in 1988 door W. Kim & Abele.